# Vetmuur
Vetmuur (Sagina) is een plantengeslacht, dat behoort tot de anjerfamilie. Wereldwijd zijn er ongeveer 32 soorten.
Het zijn kleine eenjarige of vaste planten, die vaak zodevormend zijn. De stengels zijn liggend of opstijgend. De tegenover elkaar staande, lijn- of priemvormige bladeren zijn aan de basis vergroeid. Aan de bladtop kan een stekelpuntje zitten. De bladschijf is kaal of aan de rand gewimperd.
De tweeslachtige bloemen staan alleen of in armbloemige gevorkte bijschermen. De bloemstelen zijn dun en staan in het algemeen rechtop of ze zijn na de bloei onder de kelk naar buiten toe haakvormig gebogen. Bij de rijpe vrucht staat de steel dan weer rechtop. De bloemen zijn vier- of vijftallig en hebben meestal een dubbel bloemdek. Soms zijn er geen kroonbladen aanwezig. De vijf, stompe kelkbladen staan vrij en hebben soms een korte spits. De vijf, witte  kroonbladen zijn gaafrandig, vaak zeer klein of ontbreken. Er zijn vier, vijf, acht of tien meeldraden met aan de basis een honingklier. De vier of vijf vruchtbladen vormen een eivormig vruchtbeginsel. Er zijn vier of vijf stempels.
De vrucht is een eivormige doosvrucht met vier of vijf, stompe kleppen. De talrijke donkerbruine, niervormige zaden zijn 0,2-0,5 mm groot.

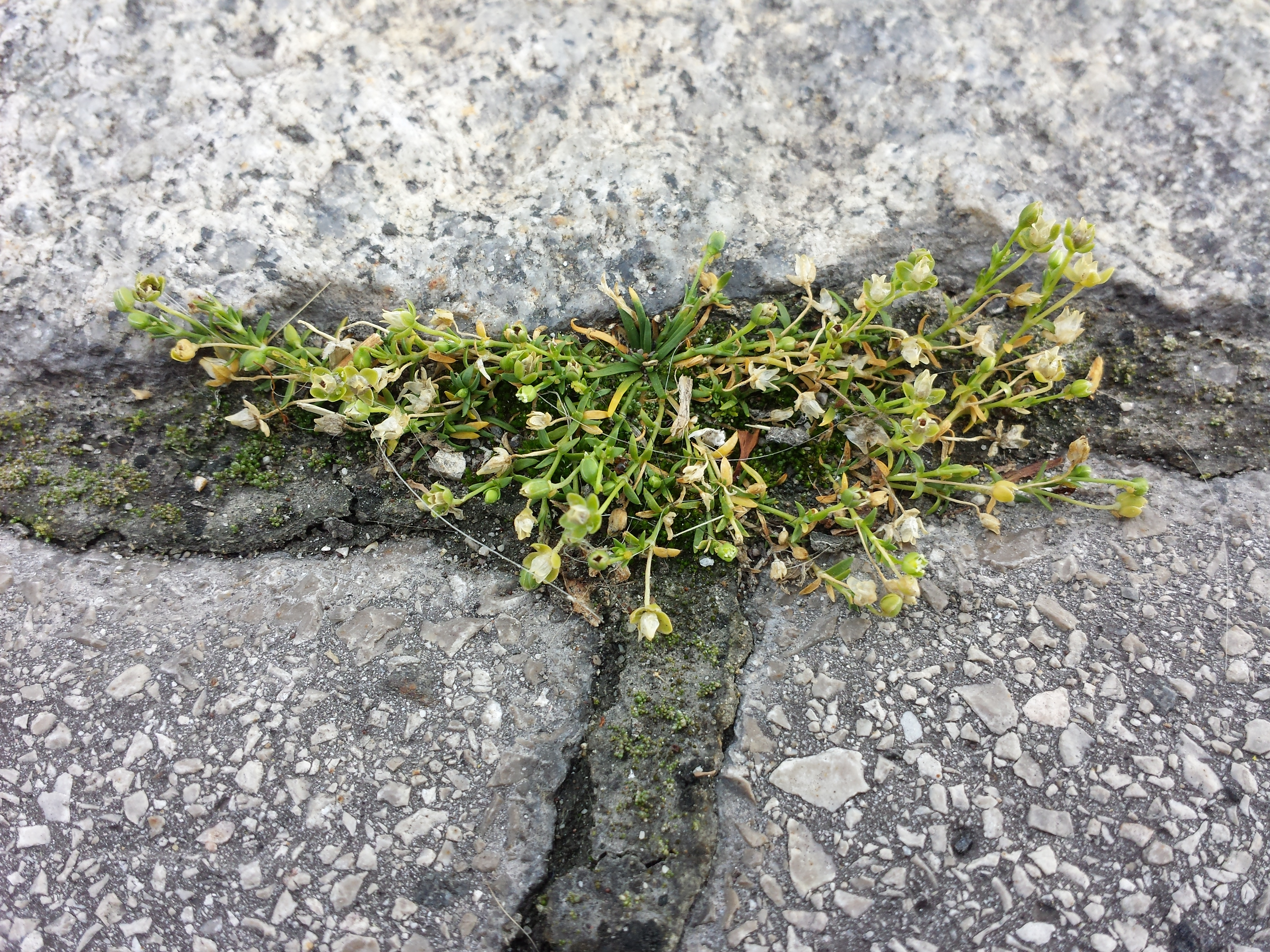
Plant van liggende vetmuur
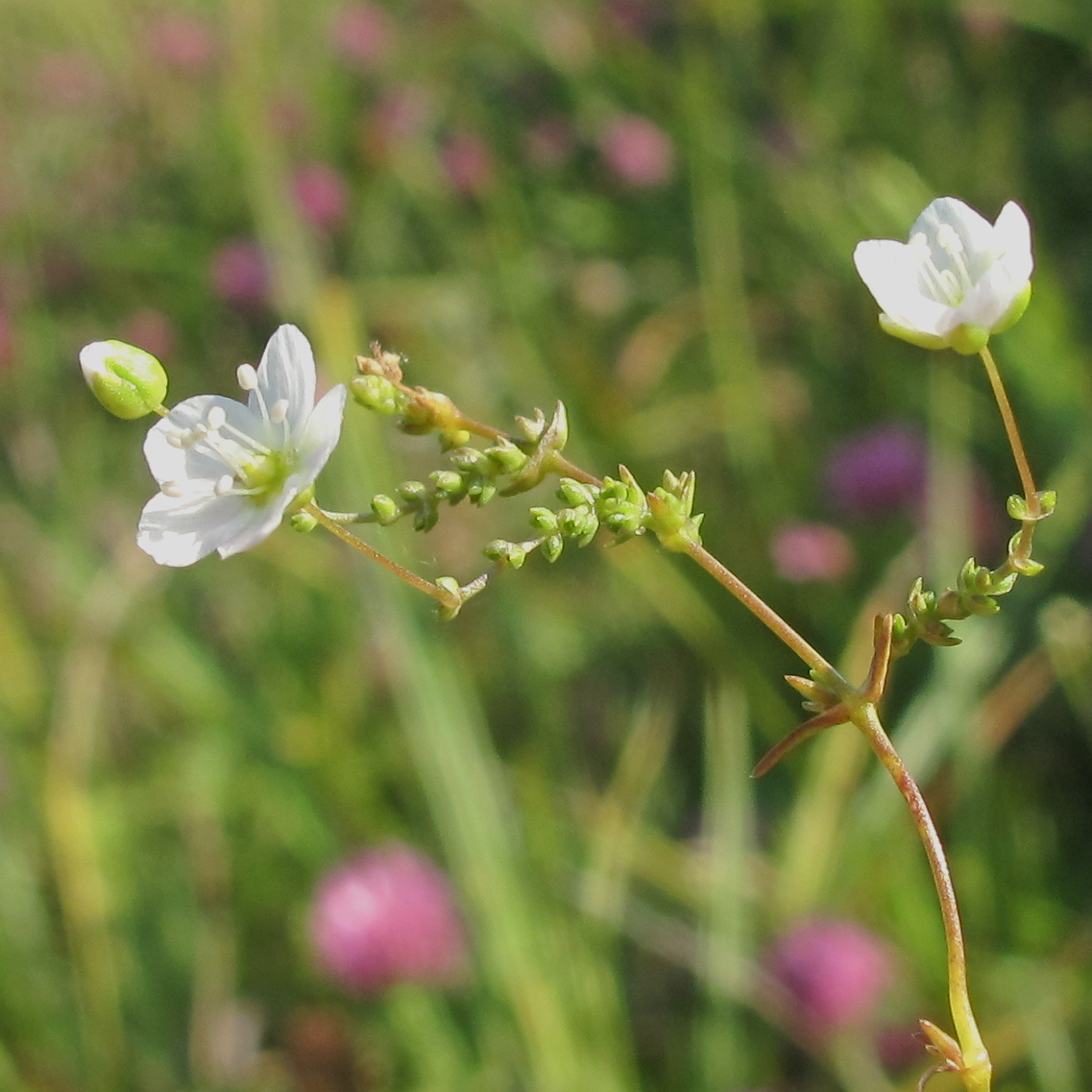
Bloeiwijze van sierlijke vetmuur
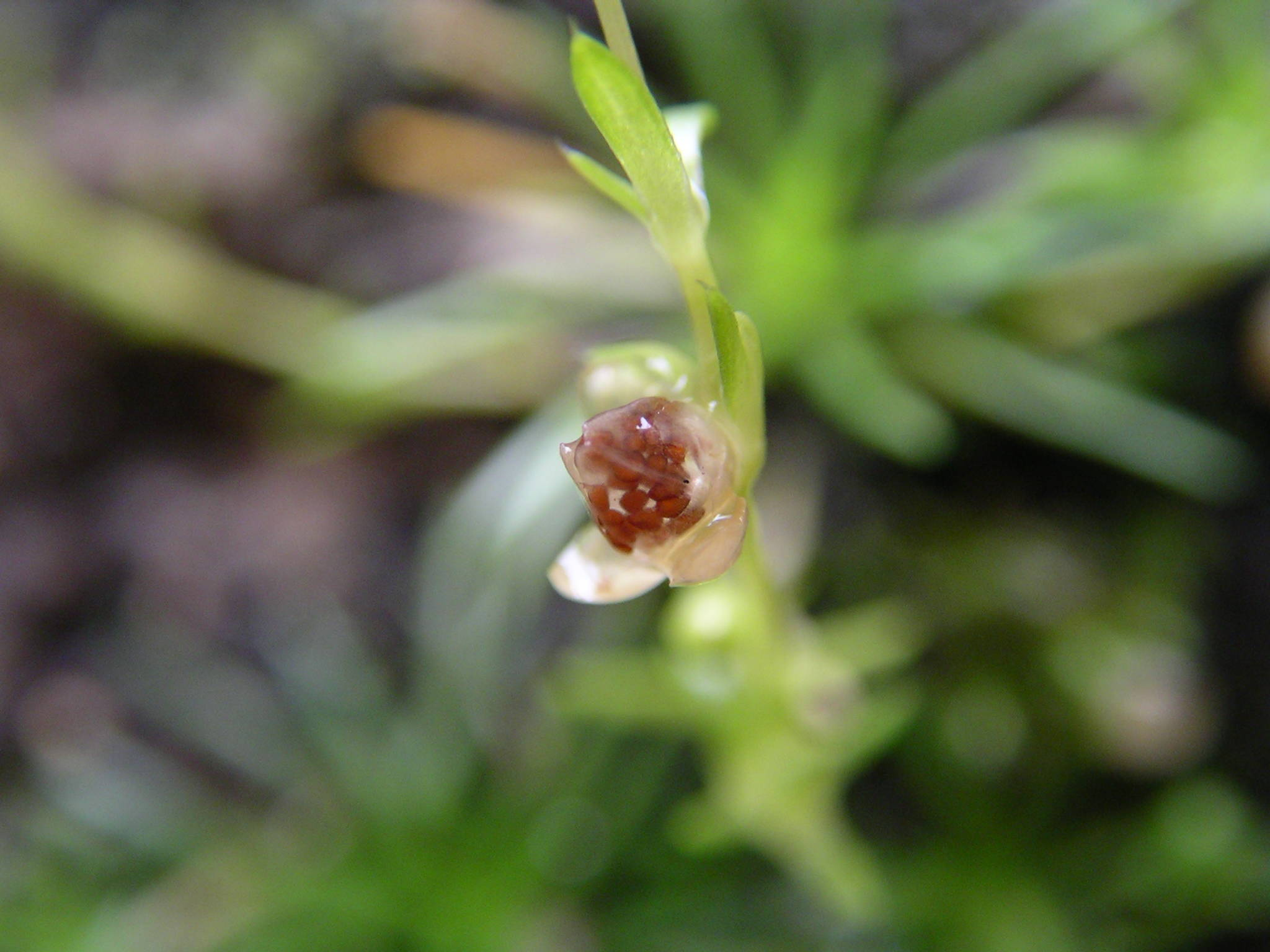
Vrucht van liggende vetmuur
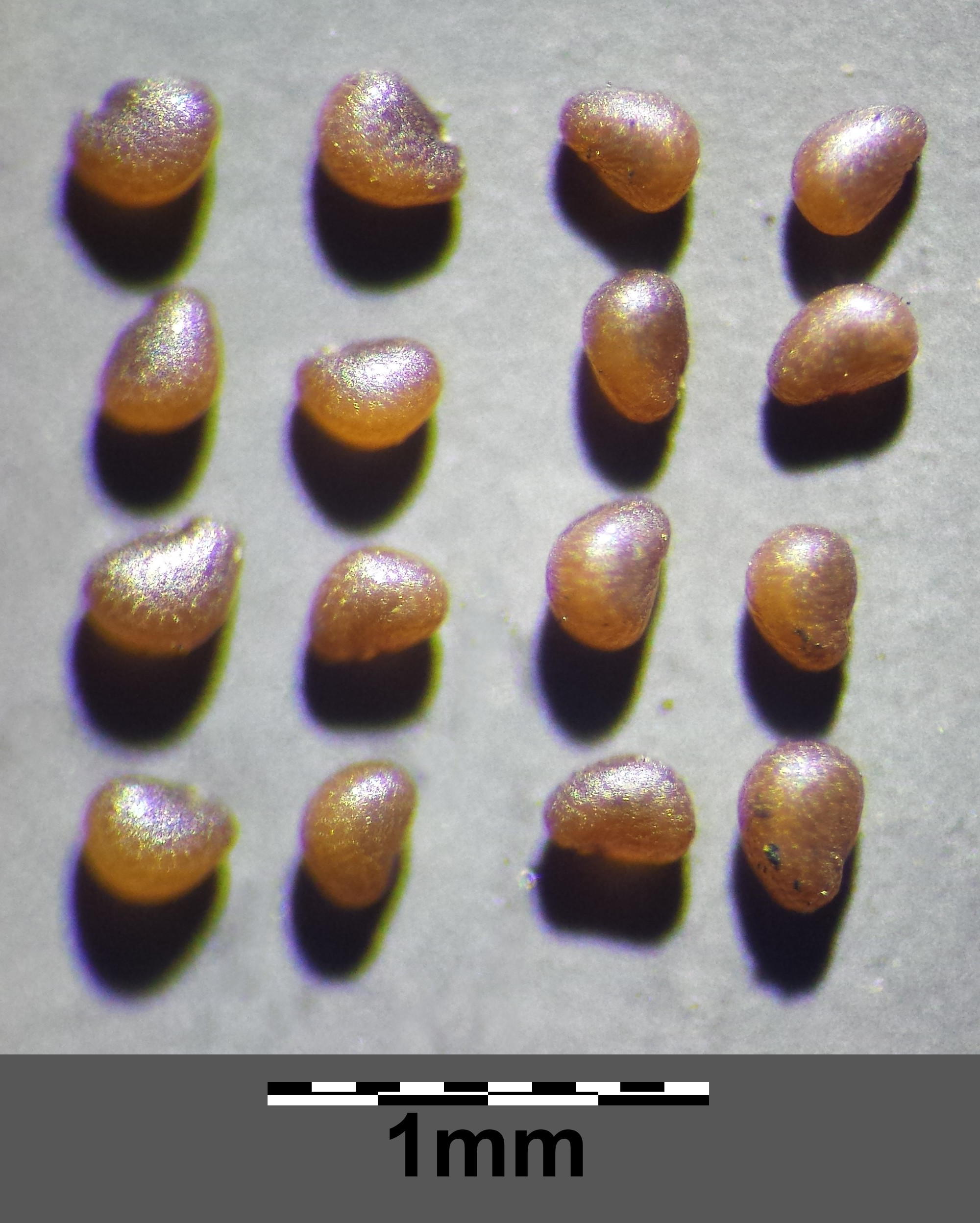
Zaden van liggende vetmuur

De volgende soorten worden op de Nederlandse Wikipedia beschreven:
- Donkere vetmuur (Sagina apetala )
- Liggende vetmuur (Sagina procumbens)
- Priemvetmuur (Sagina subulata)
- Sierlijke vetmuur (Sagina nodosa)
- Uitstaande vetmuur (Sagina micropetala)
- Zeevetmuur (Sagina maritima)